# Сихасапа
Сихасапа или чернокраки сиукси е едно от седемте племена на западните сиукси или лакота. На техния език името им означава „Черни ходила“ или „Чернокраки“, което идва от това, че носят черни мокасини. Не се споменават от ранните изследователи. Първият, който ги споменава, е Джордж Катлин през 1830те. През 1850 г. се споменава, че имат 450 типита и се подразделят на 5 групи. Първата по-обстойна информация за тях идва през 1856 г. и 1862 г., когато се споменава, че живеят в сътрудничество с хункпапа и итазипчо, и кръстосват в района на реките Моро, Кенънбол, Хеърт и Гранд, достигайки до река Литъл Мисури на запад. След Сиукските войни са затворени в резерватите Шайен Ривър, Южна Дакота и Стендинк Рок, Северна Дакота. През 1878 г. в първия са преброени 224 души, а във втория 590 или общо 814 сихасапа. След това вече не се изброяват отделно.

## Подразделения
Около 1850 г. 450 типита и следните подразделения:
- Режещите
- Сихасапа
- Лошите наблюдатели
- Лагер по съседство с последните
- Враново перо[2]

Пежи (Джон Грас) през 1880 г. дава следните подразделения:
- Сихасапахча – Истински сихасапа
- Канги шунпегнака – Носят вранови пера в косата си
- Глаглахеча – Небрежните (Тези, които ги мързи да си вържат мокасините)
- Уажаже – осейджите
- Хохе – асинибойните
- Уамнуха оин – Обица от черупка

През 1884 г. Х Суифт получава следните подразделения от човек на име Уанатан като истинския списък на подразделенията:
- Тизаптан – Пет типита
- Сихасапахча – Истински сихасапа
- Хохе – асинибойните
- Канги шунпегнака – Носят вранови пера в косата си
- Уажаже – осейджите
- Уамнуха оин – Обица от черупка[3]